# García Álvarez de Toledo (1er duc d'Albe)
Pour les articles homonymes, voir García Álvarez de Toledo.
García Álvarez de Toledo y Carrillo (né en 1424 - mort le 20 juin 1488) est un noble espagnol, un politique et un chef militaire. Il est le premier duc d'Albe de Tormes. Il possède aussi les titres de Ve seigneur de Valdecorneja, de premier marquis de Coria et de comte de Salvatierra de Tormes.

## Biographie
García Álvarez de Toledo y Carrillo est le fils aîné de Fernando Álvarez de Toledo y Sarmiento (es), noble fidèle au roi Jean II de Castille qui le nomma premier comte d'Alba de Tormes. Sa mère est Mencia Carrillo de Toledo y Palomeque.
En 1448, à la suite d'une série de désaccords avec le monarque Fernando Álvarez de Toledo est emprisonné pour rébellion. Son château et son village confisqués, García Álvarez de Toledo attaque les territoires de plusieurs nobles attachés au roi.
Le conflit se termine à l'arrivée au pouvoir d'Henri IV, en 1454. Son père libéré, García Álvarez de Toledo et Fernando Álvarez de Toledo participent aux campagnes de la couronne contre le Royaume de Grenade, en 1455 et 1456.
À la mort de son père en 1464, il hérite du comté et reste un des rares nobles qui restent fidèles à Henri IV après la proclamation de son demi-frère Alphonse de Castille en tant que Prince des Asturies et successeur à la couronne.
En 1472, le roi Henri IV de Castille transforme le comté d'Alba de Tormes en duché héréditaire en échange de quelques territoires. Lors de ce décret, García Álvarez de Toledo obtient aussi le contrôle de Coria. Pendant la Guerre de Succession de Castille, García Álvarez de Toledo y Carrillo combat aux côtés de la future reine Isabelle Ire de Castille contre sa nièce Jeanne de Castille, lors de la bataille de Toro.

## Famille
Il épouse en 1448 María Enríquez de Quiñones y Fernández, fille de Federico Enríquez de Quiñones, amiral de Castille, et de Teresa Fernández. Ils ont neuf enfants :
- Fadrique Álvarez de Toledo, second duc d'Albe.
- Mencia Enríquez de Toledo, seconde épouse de Beltran de la Cueva (1443- 1492), duc d'Alburquerque, comte de Ledesma et Huelma.
- Teresa Toledo (...-1487), épouse en 1482 Pedro Manrique de Lara (mort le 29 octobre 1515), second comte de Osorno (1482), duc de Galisteo, fils de Gabriel Fernandez Manrique et de Nursery Aldonza.
- Francisca Álvarez  de Toledo, aussi appelé Francisca de Toledo y Enríquez, qui épouse en 1476 à Fernández de la Cueva y Giron (1463-1526), second duc d'Alburquerque, fils de Beltrán de la Cueva, duc d'Alburquerque, et de Mencia de Mendoza y Luna (… - 1476).
- Maria Álvarez de Toledo ou María Enríquez de Toledo, dame de la reine Isabelle la Catholique, mariée en 1491 avec Gómez Suárez de Figueroa, comte de Feria (mort le 24 août 1505).
- Gutierre de Toledo (mort à Segovie le 20 août 1506), évêque de Plasencia.
- García Álvarez de Toledo y Enríquez, seigneur de Horcajada, à Avila, qui a épousé Francisca Solis, fille de Gutierre de Caceres y Solis, comte de Coria, et de Francisca de Toledo ( Comte de Oropesa ).
- Pedro Álvarez de Toledo y Enríquez, seigneur de Mancera, Salmoral, Navarre, San Miguel de Serrezuela, Montalbot et de Solmirón Gallegos (diocèse d'Avila ), qui a épousé Leonor de Ayala, fille de Pedro López de Ayala, commandant de Mora et de Maria Davalos.
- Fernando Álvarez de Toledo y Enríquez (mort en 1532), seigneur de Villorias, grand fauconnier, épouse María de Rojas y Pereira.